# 土麴黴
土麴黴为髮菌科麴菌屬下的一个种。可生长在土壤、饲料、风化煤、牛皮纸、粮食、霉腐物等基物上。该种分布于中国、澳大利亚、孟加拉国、巴西、加拿大、乍得、埃及、法国、希腊、洪都拉斯、印度、印度尼西亚、以色列、意大利、牙买加、日本、科威特、利比亚、马来西亚、新西兰、巴基斯坦、巴布亚新几内亚、秘鲁、罗马尼亚、索马里、南非、西班牙、叙利亚、泰国、土耳其、英国、美国、乌拉圭、扎伊尔等地。

## 变种
土曲霉金色变种（学名：Aspergillus terreus var. aureus）是属于散囊菌目发菌科曲霉属的一种真菌，可生长在土壤、果皮等基物上。该种分布于中国、美国、约旦、尼日利亚、赞比亚等地。

## 扩展阅读
- 維基物種上的相關：土麴黴

1. ↑  中国科学院中国孢子植物志编辑委员会. . 中国真菌志（第五卷）曲霉属及其相关有性型.[永久]
2. ↑  中国科学院中国孢子植物志编辑委员会. . 中国真菌志（第五卷）曲霉属及其相关有性型.[永久]